# Сана, Тобиас
То́биас Тигья́ни Са́на (швед. Tobias Tigjani Sana; родился 11 июля 1989, Гётеборг, Швеция) — шведский футболист, правый вингер клуба «Эргрюте». Выступал в сборной Швеции.

## Карьера
Начал Тобиас свою профессиональную карьеру в клубе «Квидинг» из его родного города Гётеборга. В 2009 году 20-летний вингер подписал контракт с «Гётеборгом», где отыграл 2,5 сезона. В 2012 году, во время летнего трансферного окна на Тобиаса положили взгляд ведущие европейские клубы, и 1 августа Сана подписал контракт с амстердамским клубом «Аякс» сроком на 3 года. Сумма, уплаченная за трансфер 23-летнего буркинийца с шведским паспортом составила €350 тыс.
В январе 2015 года Тобиас перешёл в клуб «Мальмё».

## Достижения
«Аякс»
- Чемпион Нидерландов (2): 2012/13, 2013/14
- Обладатель Суперкубка Нидерландов: 2013

«Мальмё»
- Чемпион Швеции: 2016

## Личная жизнь
Мать — шведка, отец — буркиниец. Сам Тобиас имеет двойное гражданство, но выступает за сборную Швеции.